# پارک داونسویو

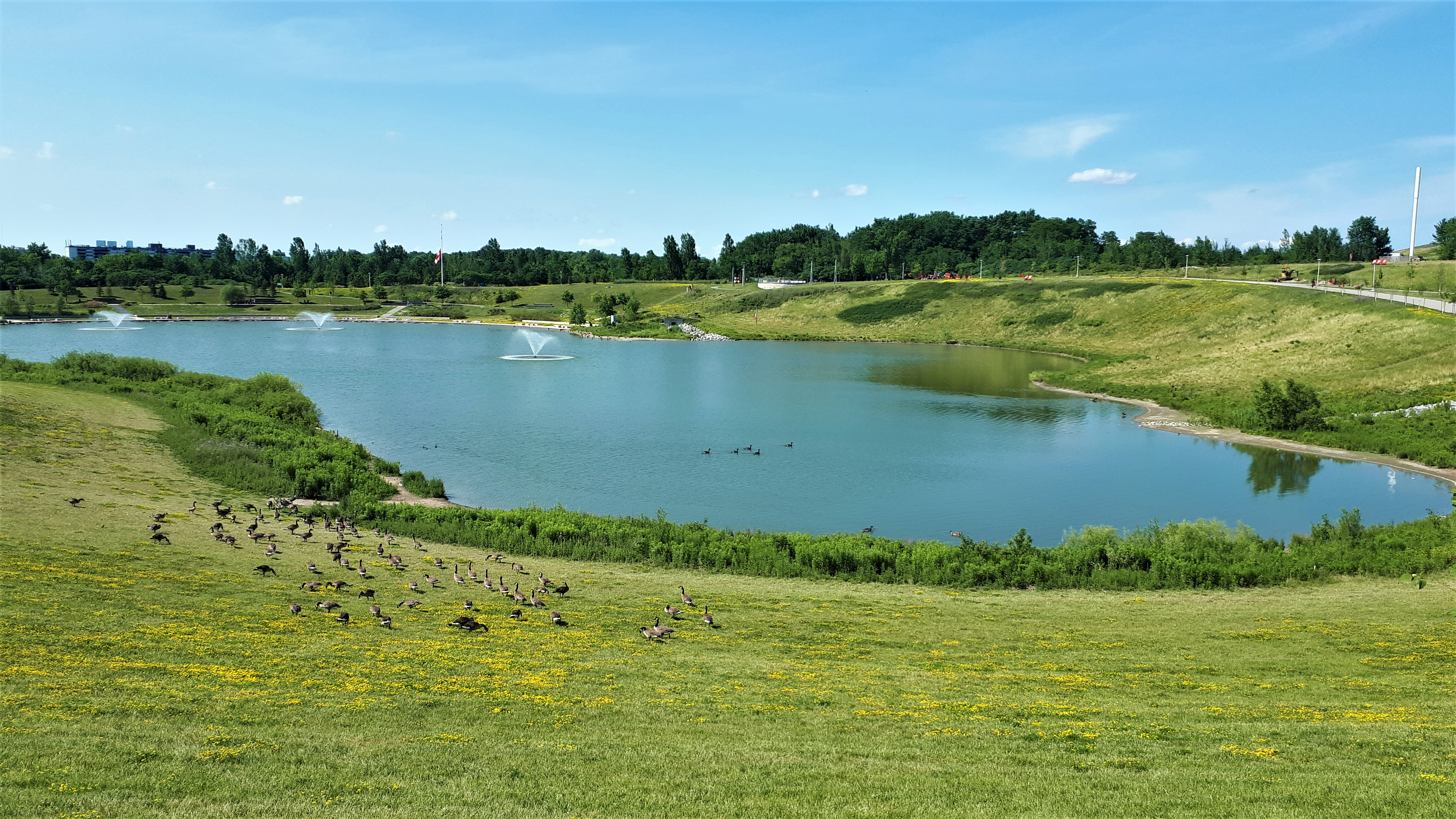
پارک داونسویو

پارک داونسویو (انگلیسی: Downsview Park) یک پارک شهری بزرگ واقع در محله داونسویو (تورنتو)، انتاریو، کانادا است.